# Mikhail Artamonov

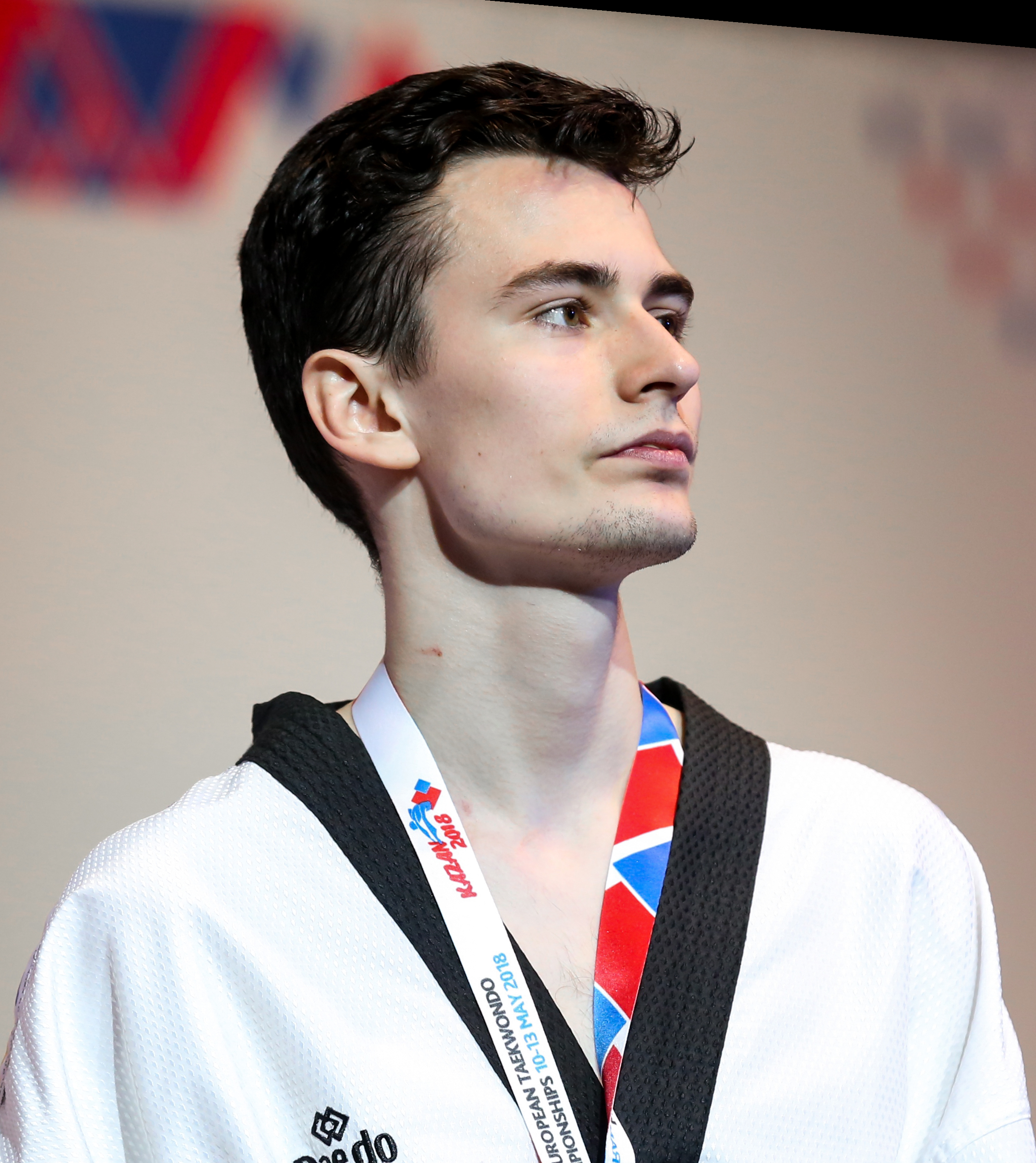
Mikhail Artamonov

Mikhail Artamonov (russo:  Михаил Владимирович Артамонов; IPA: [mʲɪxɐˈiɫ ɐrtɐˈmonəf]; São Petersburgo, 20 de julho de 1997) é um taekwondista russo, medalhista olímpico.

## Carreira
Mikhail Artamonov conquistou a medalha de bronze nos Jogos Olímpicos de Verão de 2020 em Tóquio como representante do Comitê Olímpico Russo, após confronto contra o argentino Lucas Guzmán na categoria até 58 kg. Ele ganhou uma medalha de prata no Campeonato Mundial de Taekwondo de 2017.